# Ernst Arnold Frey
Ernst Arnold Frey (* 27. November 1893 in Zürich; † 17. August 1971 in Mendrisio; Bürger von Oberehrendingen) war ein Schweizer Maler und Lyriker. Er gehörte zur Zürcher Avantgarde.

## Leben
Von 1909 bis 1912 absolvierte Frey eine Lehre als Dekorations- und Flachmaler bei Christian Schmidt, daneben war er zugleich Hospitant der Kunstgewerbeschule Zürich, wo er unter anderem am Unterricht von Julius de Praetere und Emil Schulze teilnahm. Nach seiner Lehre, die auch den Umgang mit der Moulagetechnik beinhaltet hatte, arbeitete Ernst Frey zwei Jahre in seinem erlernten Beruf.
1914 begann Frey ein Studium der Malerei an der Académie Julian, welches er allerdings bedingt durch den Ausbruch des Ersten Weltkriegs abbrach. Nach seiner Rückkehr nach Zürich widmete sich Frey autodidaktischen Studien und war als freier Künstler und Lyriker tätig. Er bewegte sich in den Zürcher Künstlerkreisen, war Gast im Cabaret Voltaire und bekannt mit Walter Serner, der in der von ihm herausgegebenen Monatszeitschrift für Literatur und Kunst Sirius ein Gedicht von Frey abdruckte. Im Zeitraum von 1914 bis 1924 stand Frey unter Vertrag bei der Galerie Neupert in Zürich. 1917 malte er ein Porträt von Ernst Keller (1891–1968), welches sich heute im Besitz der Stadt Zürich befindet.
Nach dem Ersten Weltkrieg hielt sich Frey in Italien in Florenz, Siena und San Gimignano auf. Er hatte einen Auftrag aus dem Armin-Honegger-Legat des Kunsthauses Zürich, um Kopien nach Alten Meistern zu fertigen, darunter eine Detailkopie aus Barna da Sienas Kreuzigungszyklus in der Pfarrkirche von San Gimignano. Das Gemälde Die trauernden Frauen unter dem Kreuz (131 × 150 cm) befindet sich heute im Depot des Kunsthauses Zürich.
1924 heiratete er in St. Moritz Lucie Emmelina Bernhard (1894–1971), Tochter von Oscar Bernhard und Lili Bernhard-Imhoof. Noch im selben Jahr siedelte das neu vermählte Paar nach Genf über. 1925 wurde ihr Sohn Peter Ulrich geboren und zwei Jahre darauf folgte die Geburt der Tochter Regula Christina. In den Jahren 1926 und 1928 hielt sich Frey in Südfrankreich auf.

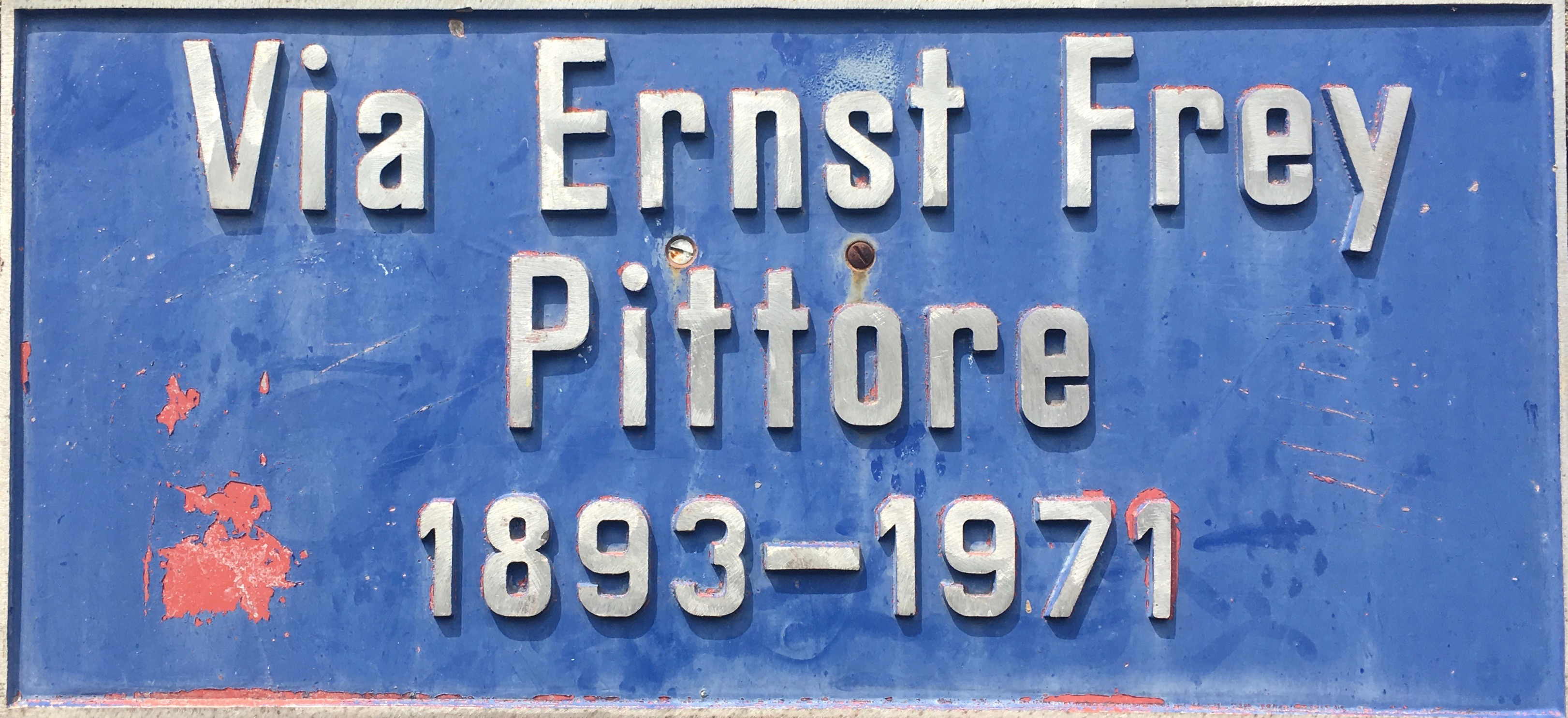
Strassenschild der Via Ernst Frey in Ligornetto, Tessin

Am 23. November 1928 wurde Freys Schwager, Anton Klucker, im Zusammenhang mit dem Glaserstreik in Zürich erschossen. 1930 folgte die Scheidung von seiner Ehefrau und Frey zog nach Südfrankreich um. Dort wohnte er zunächst in Cassis, im Haus von Ida Brown, und später in La Ciotat. 1933 leitete Frey die Malerarbeiten im Hotel Les Roches blanches in Cassis. 1940 starb Freys Sohn aus erster Ehe Peter Ulrich an Kinderlähmung im Kantonsspital Graubünden und Frey heiratete im folgenden Jahr in La Ciotat die Schottin Isabel Brown (1884–1974), genannt Ida.
1945 kehrte Frey zurück in die Schweiz nach Genf. Von 1946 bis zu seinem Tod nahm er seinen Wohnsitz in Ligornetto im Kanton Tessin, wo ihm zu Ehren eine Strasse nach ihm benannt wurde.

## Schaffen
Ernst Frey malte naturalistisch im Stile der Neuen Sachlichkeit. Zu seinen Themenschwerpunkten gehörten Stillleben, Arrangiertes, Inszeniertes und Spiegelungen. Mit dem Spiegel erreichte er die Brechung und Rundumansicht eines Gegenstandes. Oft war eine Flasche das dargestellte Objekt, oder eine spezielle Form aus Keramik oder Porzellan. Seine Malerei erinnert an Giorgio Morandi und an Giorgio de Chirico, Freys Landschaften sind kühl und distanziert, die menschliche Gestalt ist abwesend. Oft stellte er eher unscheinbare architektonische Gegebenheiten dar: Bahnhöfe, Geleise, Schuppen, Silos, Gehöfte. Frey zeichnete auf dem Skizzenblock in der freien Natur, malte seine Landschaften jedoch meist an der Staffelei in einem Atelier.
Nach 1930 macht sich der Einfluss von Paul Cézanne auf seine Malerei bemerkbar. Das Licht und die Farben des Midi sind bestimmend für seine Landschaftsbilder in sanften Ocker- und Grüntönen. Es entstand eine grössere Anzahl von Bildern vom Meer, Gebäuden und der südlichen Vegetation.
Von 1911 bis 1930 beteiligte sich Frey regelmässig an den Ausstellungen des Zürcher Kunstvereins im Kunsthaus Zürich. Von 1917, 1919, 1928 und 1931 nahm er an Nationalen Ausstellungen teil. Ab 1919 war Frey Mitglied der Gesellschaft Schweizerischer Maler und Bildhauer und nahm bis 1933 an deren Ausstellungen teil.
Nach seiner Rückkehr in die Schweiz zog sich Frey zurück, um für sich selbst zu malen und zu schrieben. Seine Lyrik, der Zyklus Entzweiungen, gilt als verschollen. Abgedruckt ist ein Gedicht im 1954 erschienenen Werk Der Maler Ugo Cleis.

## Werke
Ausser in Privatsammlungen finden sich Werke von Ernst Arnold Frey in folgenden öffentlichen Sammlungen:
- Kunsthaus Zürich
- Kunstmuseum St. Gallen
- Collezione Museo d’arte Mendrisio[8]
- Kunstsammlung des Kantons Zürich[9]
- Kunstsammlung der Stadt Zürich[10]